# 二本松義国
二本松 義国（にほんまつ よしくに）／畠山 義国（はたけやま よしくに）は、戦国時代の武将。二本松氏第8代当主。陸奥国安達郡二本松城主。

## 生涯
二本松氏一門・新城村尚（第5代当主・二本松村国の弟）の子で、天文16年（1547年）に従兄弟の第7代当主・義氏が嗣子無くして死去すると、後継ぎとして迎えられた。
この年、伊達氏の内紛に端を発した天文の乱がようやく終結したが、この乱に乗じて勢力を拡大した蘆名盛氏と田村隆顕との争いは収まらず、その中間に位置する二本松氏もこれに巻き込まれることとなる。天文20年（1551年）には結城晴綱と共に蘆名氏と田村氏の講和を仲介するなど（この時点はまだ尚国と名乗っており、義国へと改名した正確な時期は明かでない）、まだ一定の勢力を保ってはいたが、次第に弱体化して両者の間をその都度行き来してわずかな所領を安堵されるほどにまで零落していった。
元亀元年（1570年）、当時田村・相馬方に属していた義国は蘆名軍の攻撃を退け、また同年には伊達家から八丁目城主・堀越宗範が城ごと寝返るなどして、一時期勢力を盛り返したが、天正2年（1574年）4月には伊達実元・蘆名盛興の攻撃を受け、実元に八丁目城を攻め落とされた。この時点で田村清顕は伊達輝宗に和平を申し入れたが拒否されたため、10月に二本松氏は八丁目城を実元に割譲して宗範を追放することを条件に降伏し、二本松氏は田村・相馬の傘下から伊達・蘆名の傘下に移った。この頃に家督を嫡男の義継に譲ったと考えられる。
天正8年（1580年）8月1日死去。自身が開基した香泉寺に葬られた。その香泉寺には、文化5年（1808年）に唐津藩家老・二本松義廉（義国の孫義孝を祖とする庶流家・二本松氏第6代当主）によって寄進された義国の位牌が現存しており、平成21年（2009年）に、位牌を収納する厨子と併せて「畠山義国位牌・厨子」として二本松市より文化財指定を受けた。